# Ван-Бьюрен (округ, Теннесси)
Округ Ван-Бьюрен (англ. Van Buren County) располагается в штате Теннесси, США. Официально образован 3 января 1840 года. По состоянию на 2010 год, численность населения составляла 5548 человек.

## География
По данным Бюро переписи США, общая площадь округа равняется 712,251 км2, из которых 707,071 км2 — суша, и 1,100 км2, или 0,420 % — это водоёмы.

## Население
По данным переписи населения 2010 года в округе проживает 5 548 жителей в составе 2 096 домашних хозяйств. Плотность населения составляет 8,00 человек на км2. На территории округа насчитывается 2673 жилых строения, при плотности застройки около 3,00-х строений на км2. Расовый состав населения: белые — 97,50 %, афроамериканцы — 0,70 %, коренные американцы (индейцы) — 0,30 %, азиаты — 0,20 %, гавайцы — 0,00 %, представители двух или более рас — 0,90 %. Испаноязычные составляли 0,90 % населения независимо от расы.
В составе 29,30 % из общего числа домашних хозяйств проживают дети в возрасте до 18 лет, 54,90 % домашних хозяйств представляют собой супружеские пары, проживающие вместе, 11,70 % домашних хозяйств представляют собой одиноких женщин без супруга, 28,00 % домашних хозяйств не имеют отношения к семьям, 24,30 % домашних хозяйств состоят из одного человека, 30,60 % домашних хозяйств состоят из престарелых (65 лет и старше), проживающих в одиночестве. Средний размер домашнего хозяйства составляет 2,43 человека.
Возрастной состав округа: 23,20 % — моложе 18 лет, 8,80 % — от 18 до 24, 12,40 % — от 25 до 44, 13,40 % — от 45 до 64, и 13,40 % — от 65 и старше. Средний возраст жителя округа — 44,5 года. Женщины составляют 50,2 % населения.
Средний доход на домохозяйство в округе составлял 29 087 USD. Доход на душу населения составлял 17 160 USD. Около 24,60 % семей по уровню жизни находились ниже черты бедности.